# 롱풀리 어큐즈드
《롱풀리 어큐즈드》(영어: Wrongfully Accused)는 미국과 독일에서 제작된 팻 프로프트 감독의 1998년 풍자 코미디 영화이다. 레슬리 닐슨 등이 출연하였고, 베른트 아이힝거 등이 제작에 참여하였다.

## 출연진
- 레슬리 닐슨
- 리처드 크레나
- 켈리 러브록
- 멀린다 맥그로
- 마이클 요크
- 샌드라 번하드
- 벤 래트너

## 기타 제작진
- 공동 제작: 보비 허벡
- 배역: 캐런 리아
- 미술: 마이클 볼턴
- 의상: 조리 우드먼